# Ola Isene
Ola Isene, född den 2 juni 1898 i Rødenes, död den 6 maj 1973 i Oslo, var en norsk skådespelare och operasångare (baryton).
Han debuterade 1923 som operettsångare på Mayol-teatret. Inom operan visade han skådespelartalang bland annat som Beckmeister i Mästersångarna i Nürnberg av Richard Wagner. Från slutet av 1930-talet gick han helt över till talscenen. Både på Trøndelag Teater (1938–1939) och Det Nye Teater (1939–1946) fick han framgångar främst som karaktärsskådespelare, bland annat som gamle Swedenhielm i Hjalmar Bergmans Swedenhielms. På Nationaltheatret (1946–1952) spelade han bland annat muntra charmörer som Benedikt i Shakespeares Mycket väsen för ingenting och Løven i Gunnar Heibergs Gerts have. Åren 1952–1959 var han på Folketeatret; bland hans finaste roller där var prästen i Lost in the Stars av Maxwell Anderson och Kurt Weill (Kritikerpriset 1953) och fadern i Anne Franks dagbok (1956). Mellan 1959 och 1969 var han tillbaka på Nationaltheatret, där han gjorde djärva roller som Monsewer i Brendan Behans Gisslan och generalen i Jean Anouilhs Toreadorvalsen.
På film hade han ledande roller i Nordlandets våghals (1942), Englandsfarare (1946), Den blodiga vägen (1955) och Vildanden (1963).

## Filmografi (urval)
- 1931 – Kärlek och landstorm
- 1932 – Söderkåkar
- 1940 – Tørres Snørtevold
- 1942 – Nordlandets våghals
- 1946 – På kant med samhället
- 1946 – Jag var fånge på Grini
- 1946 – Englandsfarare
- 1948 – Den hemlighetsfulla våningen
- 1948 – Trollforsen
- 1952 – Andrine og Kjell
- 1955 – Den blodiga vägen
- 1957 – Peter van Heeren
- 1958 – Ut av mørket
- 1958 – Høysommer
- 1960 – Venner
- 1960 – Veien tilbake
- 1961 – Hans Nielsen Hauge
- 1963 – Vildanden
- 1970 – Olsenbanden og Dynamitt-Harry

## Teater

### Roller
| År   | Roll | Produktion                                                       | Regi           | Teater         |
| ---- | ---- | ---------------------------------------------------------------- | -------------- | -------------- |
| 1926 |      | Lätta Isabell Robert Gilbert och Hans Hellmut Zerlett            | Gunnar Cronwin | Blancheteatern |
| 1928 |      | Miss America Walter Bromme, Georg Okonkowsky och Willy Steinberg | Sigurd Wallén  | Vasateatern    |